# La Bajada (San Luis)
La Bajada es una pequeña localidad del Departamento Coronel Pringles, provincia de San Luis, Argentina.
Se encuentra sobre las sierras de San Luis, siendo unas de las localidades a mayor altura de toda la provincia.

## Población
Cuenta con 91 habitantes (Indec, 2010), lo que representa un incremento del 46 % frente a los 62 habitantes (Indec, 2001) del censo anterior.
| Gráfica de evolución demográfica de La Bajada entre 1991 y 2010 |
|                                                                 |
| Fuente: Censos nacionales del INDEC                             |